# 布氏新亮麗鯛
布氏新亮麗鯛，又稱颊带亮丽鲷、長體亮麗鯛為輻鰭魚綱鱸形目隆頭魚亞目慈鯛科的其中一種。

## 分布
本魚分布非洲坦干伊喀湖。

## 特徵
本魚體色為灰褐色，魚鱗錯落有致。有塊黑斑緊鄰著鰓蓋後部的金黃色斑點，除胸鰭以外的所有鰭都有淺藍白色的邊緣。背鰭和臀鰭基部長，雄魚的這兩個鰭條上有延伸的鰭條。雌魚的背鰭和臀鰭不很發達。雄魚具有琴尾狀的尾鰭。體長可達9公分。

## 生態
本魚棲息湖泊的岩石區，以浮游生物為食，繁殖期時具有領域性。

## 經濟利用
屬於小型的觀賞魚，性情溫和，成對游動，飼養時，養在約80公分寬的水族箱。